# 福建河流列表

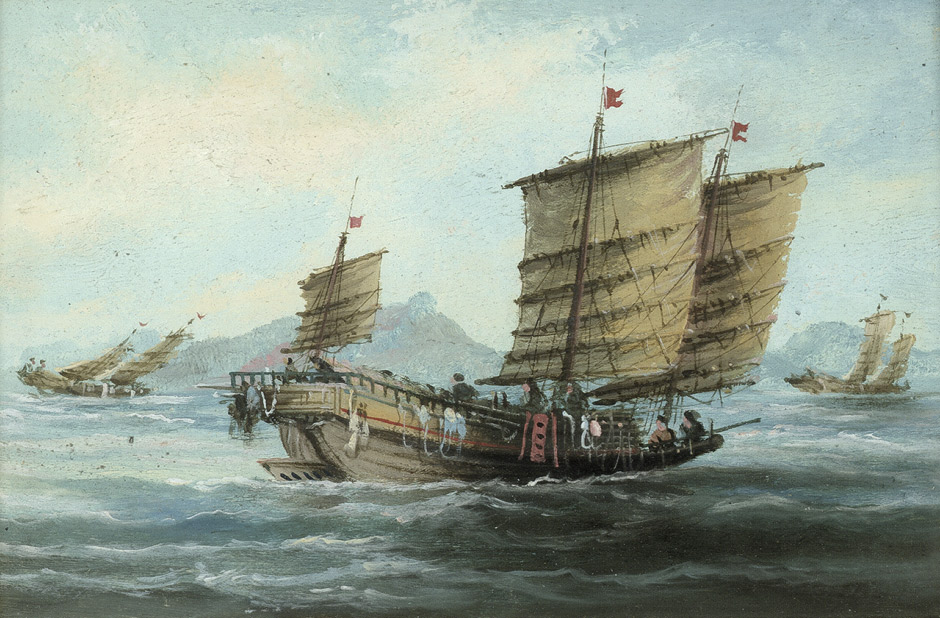
1850年的九龙江口（油畫）

福建河流列表列舉全部或部分在福建省境內的河流及其出海口所屬行政區，並依照流域由南向北排列；支流則由河口至源頭排序。
由于福建地处东南丘陵，地形多为丘陵，故其河源多、流程短、流速急，而且含沙量较低，易受台风影响。这些河流多汇入台湾海峡。主要河流有闽江、九龙江、晋江、汀江等，其中闽江为诸河之冠。

## 韓江水系
- 韩江
  - 梅潭河：跨省河流，下游位於廣東境內。
  - 汀江[2]：跨省河流，下游位於廣東境內。
  - 梅江
    - 石窟河：跨省河流，下游位於廣東境內。

## 閩江口以南諸河流

### 漳州
- 东溪
- 漳江[3]
- 鹿溪
- 九龙江[2]（流經漳州、廈門）
  - 西溪
  - 龍津溪
  - 新橋河
  - 萬安溪
  - 雁石溪

### 泉州
- 晋江[2]
  - 東溪
  - 西溪

### 莆田
- 木兰溪
- 萩芦溪

## 閩江水系
- 闽江[2]
  - 閩江北港
    - 南臺江/白龍江[4]
      - 晉安河[5]（分流回閩江）
      - 化工河[6]（分流回閩江）
      - 白馬河（分流回閩江）

  - 閩江南港
    - 烏龍江
      - 大樟溪

  - 古田溪
  - 尤溪
  - 安仁溪
  - 建溪/劍溪
    - 松溪：跨省河流，上游位於浙江境內。
    - 崇陽溪
    - 南浦溪

  - 富屯溪
    - 金溪
    - 北溪

  - 沙溪
    - 九龍溪
      - 文川溪
      - 翠江
        - 東溪
          - 水茜溪
          - 泉湖溪
          - 中沙溪

        - 西溪/武義溪

## 閩江口以北諸河流

### 福州
- 敖江（岱江）

### 寧德
- 霍童溪
- 交溪
  - 穆陽溪
  - 西溪：跨省河流，上游位於浙江境內。
  - 東溪：跨省河流，中游為福建、浙江界河。
- 錢塘溪
- 杯溪
- 羅漢溪
- 七都溪
- 赤溪
- 步溪
- 桐山溪

## 長江水系
- 長江
  - 鄱陽湖
    - 信江
      - 丰溪（永丰溪）
        - 十五都港：跨省河流，下游位於江西境內。
        - 棠嶺港：跨省河流，下游位於江西境內，上游位於浙江境內。